# José Miguel Villalobos Umaña
José Miguel Villalobos Umaña (1962) es un político, abogado y penalista costarricense. Villalobos fue ministro de justicia durante la administración Rodríguez Echeverría y directivo de la Caja Costarricense de Seguro Social.
Villalobos cursó la secundaria en el Colegio Calasanz y derecho en la Universidad de Costa Rica. En 2005 funda el partido Alianza Democrática Nacionalista por medio del cual es candidato presidencial de cara a las elecciones de 2006 así como cabeza de lista diputadil por la provincia de Alajuela, obteniendo 0.2% de los votos y sin obtener diputados.
El 27 de enero del 2025 fue suspendido del del ejercicio de la abogacía por el Colegio de Abogados por conductas no admitidas por dicho colegio.